# بال‌شیشه‌ای
پروانه بال شیشه‌ای  (نام علمی: Oleria rubescens) از گونه پروانه‌هایی است که در سال ۱۸۷۲ میلادی توصیف علمی شدند. پاناما، مکزیک و کاستاریکا زیستگاه این گونه‌است.

## ظاهر
پهنای بال این گونه ۴۹ تا ۵۰ میلی‌متر است. طول پاهای پیشین این پروانه نیز ۲۳ تا ۲۵ میلی‌متر است.